# Kadi (città)
Kadi è una suddivisione dell'India, classificata come municipality, di 56.241 abitanti, situata nel distretto di Mehsana, nello stato federato del Gujarat. In base al numero di abitanti la città rientra nella classe II (da 50.000 a 99.999 persone).

## Geografia fisica
La città è situata a 23° 18' 00 N e 72° 20' 12 E.

## Società

### Evoluzione demografica
Al censimento del 2001 la popolazione di Kadi assommava a 56.241 persone, delle quali 29.723 maschi e 26.518 femmine. I bambini di età inferiore o uguale ai sei anni assommavano a 6.687, dei quali 3.753 maschi e 2.934 femmine. Infine, coloro che erano in grado di saper almeno leggere e scrivere erano 41.694, dei quali 23.600 maschi e 18.094 femmine.